# Star Guard Muffin
Star Guard Muffin (SGM) – polski zespół grający muzykę reggae.

## Historia
Zespół powstał w Brzegu w maju 2008 roku w składzie: Kamil Bednarek, Radek Szyszkowski, Maciek Pilarz, Piotr Eliasz, Paweł Książek. Ich pierwszym występem był support przed koncertem EastWest Rockers w brzeskim klubie BigStar. We wrześniu grupa zajęła 1. miejsce na Rock Reggae Festiwal w Brzeszczach. W listopadzie zespół wyróżniono na Międzynarodowych Konfrontacjach Muzycznych „Muzyczna Jesień” w Grodkowie.
W sierpniu 2009 roku Star Guard Muffin zdobyli Grand Prix na FAMIE w Świnoujściu. W tym samym miesiącu muzycy wystąpili na II Dniach Młodzieży w Dobrym Mieście, gdzie zajęli 1. miejsce. Z kolei w grudniu zespół wygrał Festiwal Form Muzycznych Światowid we Wrocławiu. W tym samym roku ukazał się debiutancki minialbum formacji Ziemia Obiecana, wydany samodzielnie przez zespół.
W czerwcu 2010 roku Star Guard Muffin zostali wyróżnieni festiwalu na „ZMRock” w Nidzicy. W lipcu grupa zdobyła nagrodę specjalną w Konkursie Młodych Talentów im. Ryszarda Sarbaka odbywającym się w Ostrowie Wielkopolskim w ramach 9. Festiwalu Reggae na Piaskach.
Medialny rozgłos zespół zdobył jednak dopiero we wrześniu po udziale jego frontmana Kamila Bednarka w trzeciej edycji programu „Mam talent!” stacji TVN. Wokalista zdobył tam drugie miejsce. To wydarzenie było bezpośrednią motywacją do przyspieszonego wydania debiutanckiej płyty Szanuj już 19 listopada, zamiast na wiosnę następnego roku. Album trafił na szczyt oficjalnej listy sprzedaży płyt OLiS. Na początku grudnia uzyskał status Złotej Płyty, a w styczniu następnego roku Multiplatynowej Płyty. Album ten okazał się jednym z najszybciej sprzedawanych od początku XXI wieku, zostając drugim bestsellerem 2010 roku. Łącznie przekroczył już nakład 70 tys. egzemplarzy.
W kwietniu 2011 zespół odbył podróż na Jamajkę, gdzie współpracując ze światową czołówką muzyków reggae pracował w legendarnym studiu Boba Marleya, Tuff Gong w Kingston, nad minialbumem Jamaican Trip. Wydawnictwo to, uzupełnione o płytę DVD przedstawiającą kulisy tej podróży i teledyski, ukazało się 24 czerwca i doszło do 3. pozycji na liście bestsellerów OLiS.
W czerwcu Star Guard Muffin wystąpili na Festiwalu Piosenki Polskiej w Opolu, gdzie zaprezentowali piosenkę Marka Grechuty „Dni, których nie znamy”.
W lipcu Star Guard Muffin znaleźli się na liście „Uncharted” amerykańskiego magazynu muzycznego „Billboard”, podsumowującej najbardziej popularne w internecie gwiazdy na całym świecie, które nigdy nie były notowane na żadnej innej liście tego magazynu. W notowaniu z dnia 7 lipca 2011 zespół trafił tam aż na 4. miejsce.
W tym samym miesiącu zespół wystąpił na rockowym Jarocin Festiwal. W sierpniu wystąpił na Ostróda Reggae Festival i odebrał nagrodę magazynu „Free Colours” za debiut roku. Dodatkowo otrzymał tam wyróżnienie za największą indywidualność festiwalu od honorowego konsula Jamajki w Polsce.
W 2012 roku skład opuścili Kuba Wojciechowski i Szymon Chudy. W efekcie formacja zawiesiła działalność, a Kamil Bednarek kontynuuje działalność artystyczną z nowym składem, pod nazwą Bednarek.

## Dyskografia
| 2009                           | Ziemia Obiecana (EP) - Data: 2009 - Wydawca: brak (wydanie własne)      | — |            |                      |
| 2010                           | Szanuj - Data: 19 listopada 2010 - Wydawca: Lou & Rocked Boys           | 1 | - 70 tys.+ | - 2x platynowa płyta |
| 2011                           | Jamaican Trip (EP) - Data: 24 czerwca 2011 - Wydawca: Lou & Rocked Boys | 3 | - 15 tys.+ | - złota płyta        |
| "—" pozycja nie była notowana. |                                                                         |   |            |                      |

| Rok  | Tytuł             | Pozycja na liście |
| Rok  | Tytuł             | Turbo Top         |
| ---- | ----------------- | ----------------- |
| 2010 | „Tears in Heaven” | 17                |

## Teledyski
| Rok  | Tytuł              | Reżyseria       | Album         | Źródło |
| ---- | ------------------ | --------------- | ------------- | ------ |
| 2011 | „1, 2 w górę ręce” | Mateusz Winkiel | Szanuj        | [ 20 ] |
| 2011 | „Dancehall Queen”  | —               | Szanuj        | [ 21 ] |
| 2011 | „Jamaican Trip”    | Mateusz Winkiel | Jamaican Trip | [ 22 ] |